# Pedro Coronel Arroyo
Pedro Coronel Arroyo (* 25. März 1923 in Zacatecas; † 23. Mai 1985 in Mexiko-Stadt) war ein mexikanischer Maler, Zeichner, Grafiker und Bildhauer.

## Leben und Werk

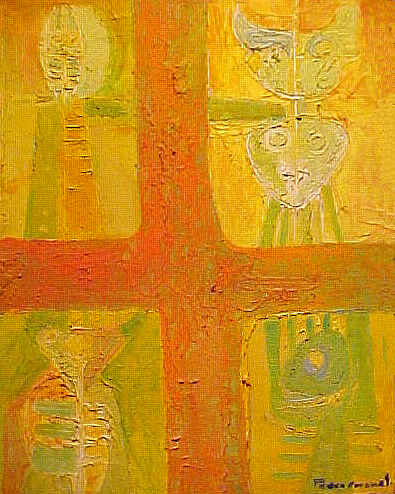
„Deshabitados No. 102“

Coronel, Sohn von Pedro Melesio Coronel und seiner Frau Juana Arroyo Luna, ging nach der Grundschulausbildung am Instituto de Ciencias nach Mexiko-Stadt, wo er von 1940 bis 1945 Malerei und Bildhauerei an der Escuela Nacional de Pintura, Escultura y Grabado „La Esmeralda“ studierte. Während seines Aufenthalts in Paris 1946 bis 1948 arbeitete er bei Victor Brauner und Constantin Brâncuși. 1950 durchreiste er Belgien, Frankreich, Spanien und Nordafrika und hatte 1954 in der „Galería Proteo“ in Mexiko-Stadt seine erste Einzelausstellung. Es folgten Ausstellungen in Frankreich, Spanien, Belgien, Italien, Japan, in den Vereinigten Staaten und in Brasilien. Bei der II. Bienal Interamericana de México wurde er 1959 mit dem Premio Nacional de Pintura „José Clemente Orozco“ ausgezeichnet. 1960 stellte er im Palacio de Bellas Artes und 1965 in der Galería de Arte Mexicano aus. 1966 wurde er mit dem Preis des Salón de Pintura und 1984 mit dem nationalen Kunstpreis, dem Premio Nacional de Artes, ausgezeichnet.
Coronel verstarb 1985 im Hospital Humana infolge eines Schlaganfalls. Sein Leichnam wurde zunächst auf dem Panteón Francés de San Joaquin bestattet und ein Jahr später in seine Heimatstadt überführt. Dort trägt heute ein Museum im ehemaligen Santo Domingo-Kloster und eine Straße seinen Namen. Sein Geburtshaus steht in der heutigen Calle Allende von Zacatecas.
Er war der Bruder des Künstlers Rafael Coronel Arroyo.